# Cydra-5
Cydra-5 — подразделенческий суперкомпьютер, первый минисуперкомпьютер, разработанный компанией Cydrome (англ.). Был завершён в 1987 году. В то время Cydra-5 оценивался в сумму $0,5-1,0 млн, но достигал производительности равной от 1/3 до 1/5 производительности суперкомпьютеров стоимостью от $10–20 млн.
Cydra-5 является гетерогенной процессорной системой. Есть два типа процессоров, функционально специализирующихся на разных аспектах рабочей нагрузки. Численный процессор работает только над численными расчётами, в то время как процессор общего назначения работает над нечисленными инструкциями для освобождения численного процессора от этой работы.

## Философия проекта
Подход, при котором производится разделение на главный процессор и сопроцессор, является непригодным из-за ограничений в производительности.